# バットマン アーカム・シティ
『バットマン アーカム・シティ』（Batman: Arkham City）はRocksteady Studiosが開発し、ワーナー・ブラザースが発売したゲームソフト。DCコミックスが刊行している人気コミック『バットマン』のゲーム作品。2011年11月23日発売。

## 概要
「バットマン アーカム・アサイラム」の続編。
舞台は、ゴッサムシティのスラム街全域を隔壁で閉鎖し巨大刑務所にした「アーカム・シティ」。前作の舞台はアーカム島という箱庭だったが、今作の舞台はそれを超える広大なオープンワールドになっており、バットマンを操作してマップ内を自由に探索することができる。バットマンの操作方法や戦闘は、前作を踏襲している。また、今作ではバットマン以外にキャットウーマンを操作するパートも存在する。
各種サイドミッションが大幅に増えており、全体的に前作よりボリュームが増している。キャラクターは前作に登場した人物以外にも、新たにロビンやペンギン、トゥーフェイス、ラーズ・アル・グールなど、新たなキャラクターが続々登場している。
さらなる続編として「バットマン アーカム・ナイト」が発売されている。

## ゲームシステム
プレイヤーはバットマンを操作し、オープンワールドで再現されたアーカム・シティ内を自由に駆け回り、敵と戦闘を繰り広げたりミッションに挑戦していく。犯罪者を収容する巨大刑務所であるため、シティ内には基本的にヴィランとその手下たちしかいない。
バットマンの操作方法や戦闘システムは前作を踏襲しているが、前作より改善されている箇所も多い。

### ミッション
メインミッション
本作の主軸となるミッションで、ヒューゴ・ストレンジが企む計画「プロトコル10」を阻止するのが最終目的。また、ミスター・フリーズが開発したジョーカーの血の治療薬を入手することも目的となる。
サイドミッション
ベインやミスター・ザズー、ハッシュなどのヴィラン達を追うミッションの他、リドラーチャレンジのミッションも存在する。

### アップグレード
ミッションクリアや戦闘で経験値が溜まると、それを使ってバットマンやキャットウーマンを強化することができる。強化できるのは、バットスーツやガジェット、コンバットなど。

### 捜査モード
前作にもあった、バットマンのスーツに装備された特殊装置。人や建物をレントゲン写真のように透視することが可能で、これを使って壁の向こう側の敵の位置や動きを確認することができる。また、敵の精神状態や武装の有無までわかるほか、建物に仕掛けられた装置や、指紋や血痕などの痕跡も見つけることができる。

### ガジェット（バットマン）
バットラング
過去作でもお馴染みのブーメラン。敵の動きを止める、手の届かない場所にあるスイッチを起動する、オブジェクトを破壊するなど、利用方法は多彩。
リモート・バットラング
投げた後に遠隔操作で自由にコントロールできるバットラング。アップグレードすると、投げると一定距離進んだ後にUターンして敵に向かう「リバース・バットラング」になる。
ソニック・バットラング
投げると敵が腕に装着している心拍モニターと同じ高音の警報を鳴らし、敵をおびき寄せることができる。アップグレードすると、起爆して周囲の敵の心拍モニターを麻痺させテイクダウンすることができる「ソニックショック・バットラング」になる。
爆破ジェル
ゲル状の液体爆薬。起爆装置を兼ねた専用スプレーから吹きつけ、硬化後に起爆が可能になる。もろい壁や床を破壊するのに使用するほか、敵を爆発に巻き込んでダウンさせたり、速射で素早く地面に設置することも可能。
スモーク・ペレット
忍者の煙玉のようなもので、煙幕を発生させそれに紛れて逃走する。その他、遠距離から敵を混乱させて有利に攻撃をしかけるといった使い方も可能。
バットクロー
グラップルガンに鉤爪状のアタッチメントを取り付けたもの。主に高所などにあるダクトのカバーを外すのに使用する。アップグレードすると、敵を引き寄せると同時に敵の銃を引きはがして武装解除できる「バットクロー・ディスアーム」になる。
ラインランチャー
壁と壁の間にワイヤーを張り、電動ウインチで空中を移動するための装備。アップグレードすると、射出したワイヤーに上って綱渡りできるようになる「ラインランチャー・タイトロープ」になる。
フリーズ・ブラスト
敵を氷結させることができるグレネード。敵グループの動きを止めたり、パイプの蒸気漏れを塞いだりするのに使用する。
フリーズ・クラスターグレネード
フリーズ・ブラストの発展版で、広範囲に爆発して複数人の敵の足を凍結させることができる。
暗号シーケンサー
セキュリティパネルやロックされたドアの解除に使用する。アップグレードで、デバイスから離れていてもハッキングできるようになる「暗号範囲増幅器」と、暗号解読の難易度を下げることができる  「暗号パワー増幅器」を入手できる。
かく乱機
敵の持つ武器を遠隔操作で無効にする「火器ジャマー」と、地雷を遠隔操作で起爆する「地雷起爆装置」の機能を持つ。
リモート・エレクトリカル・チャージ
電気エネルギーを発射する銃。発電機に電力を供給してシャッターやエレベーターを動作させたり、電磁石を通電させて周囲の金属を動かしたりする。

### ガジェット（キャットウーマン）
ウィップ
キャットウーマンの代表的な武器。鞭を敵の足に引っ掛けて引き寄せたり、敵の武器に引っ掛けて武装を解除させたりする。
ボーラ
3本のワイヤーの先端に球状の錘が付いた飛び道具。
鉄菱
いわゆる「撒き菱」。球状の物体を投げると、炸裂して複数の鉄製の菱が地面に撒かれる。鉄菱を踏んだ敵は、短時間だがダウンする。

## ストーリー
ゴッサム・シティの市長に就任した元アーカム・アサイラムの所長・クインシー・シャープは、精神科医ヒューゴ・ストレンジと結託し、ゴッサムのスラム街全域を隔壁で閉鎖して巨大刑務所にする「アーカム・シティ計画」を実行に移した。アーカム・アサイラムとブラックゲート刑務所に収監されていた犯罪者全員がアーカム・シティへ移送されたが、隔壁の中でなら行動の自由が許されているため、犯罪者たちが日常茶飯事的に抗争を繰り返す事態となる。その中でも弱い立場の囚人達は、命の保障の無い危険な身となっていた。
ウェインテック社の総帥でバットマンという裏の顔を持つブルース・ウェインは、この事態を受けて記者会見を開き、真っ向からアーカム・シティ計画への反対の演説を行う。しかし、演説の最中、ブルースはストレンジが差し向けたアーカム・シティの私設軍隊「TYGER」の傭兵達によって政治犯として強引に逮捕されてしまい、アーカム・シティに投獄されてしまう。更に、対面したストレンジには、自らがバットマンである事を知られてしまっていた。ブルースは大勢の囚人達にひやかされる中、ペンギンと再会。ウェイン家を憎んでいた彼に暴行を受けそうになるも、僅かな隙を突いてペンギンを返り討ちにし、その場を脱出する。その後、ブルースはアルフレッドに連絡を取ってアーカム・シティにバットスーツを空中投下させ、それを身に纏いバットマンとして、アーカム・シティを牛耳るストレンジの謎の計画「プロトコル10」を暴くべく立ち上がる。
バットマンは、裁判所でキャットウーマンをトゥーフェイスから助けるが、その際に彼女が何者かに狙撃される。間一髪で彼女を助け、弾道を分析して狙撃地点の教会に向かうと、そこにはハーレー・クィンおり、ジョーカーは体調が悪く会わせられる状態ではないと語る。ジョーカーの罠で狙撃地点の鐘楼が爆破されたが、バットマンは間一髪で脱出。ジョーカーのアジトが製鋼所であることを突き止め、そこに向かう。バットマンは製鋼所で手下たちを倒し、ジョーカーの元にたどり着くが、罠にはまり捕らわれてしまう。ジョーカーは、アーカム・アサイラムで過剰摂取した「タイタン」の副作用からくる病に苦しんでおり、治療薬の開発をさせていたミスター・フリーズが行方不明になったため、ゴッサムシティ中の病院の集中治療室に自身の血液を送りつけたと語る。さらに、バットマン自身も体にジョーカーの血を注入されてしまう。これによりバットマンは、自身やゴッサムシティの患者たちのため、そしてジョーカーのために、ミスター・フリーズの治療薬を探さなければならなくなってしまった。バットマンは製鋼所を脱出し、治療薬を手に入れるため、そしてストレンジの計画「プロトコル10」を阻止するために、ジョーカーの血に侵された体に鞭を打って壮絶な戦いに身を投じていく。

## 登場人物

### バットマンサイド
バットマン
声 - ケヴィン・コンロイ
本名「ブルース・ウェイン」。大企業「ウェインテック社」の総帥で、犯罪者と戦う覆面の戦士「バットマン」としての裏の顔を持つ。本作冒頭にて、ブルースとしてアーカム・シティ計画への反対の演説を行うが、演説中に自らの正体を知るストレンジによって捕らえられ、アーカム・シティに政治犯として投獄される。アルフレッドからの支援を受けてバットマンとなり、ストレンジの謎の計画「プロトコル10」を阻止すべく戦う。
中盤で病に侵されたジョーカーの血を注入されてしまい、死の危険に晒される。その治療のため、ミスター・フリーズが開発したジョーカーの治療薬を巡る戦いにも関わることになる。
アルフレッド・ペニーワース
声 - マーティン・ジャーヴィス
ブルースに長年仕えてきたウェイン家の執事。ブルースからの信頼は厚い。アーカム・シティに投獄されたブルースからの連絡を受け、バットスーツを投下するなどの支援を行う。
ジェームズ・ゴードン
声 - デビッド・ケイ
ゴッサム市警の本部長。バットマンとブルースの双方と交友関係にある警察官で、ブルースと同様にアーカム・シティ計画には反対している。
オラクル 
声 - キンバリー・ブルックス
本名「バーバラ・ゴードン」。ゴードン本部長の娘。かつてはバットガールとしてバットマンと共に犯罪者と戦っていたが、ジョーカーに腹部を撃たれて下半身不随となり、現在は車椅子で生活。情報屋のオラクルとして、バットマンのサポートを行う。ブルースがアーカム・シティに捕らわれている連絡を聞きつけ、サポートをする為に駆けつける。
ロビン
声 - トロイ・ベイカー
本名「ティム・ドレイク」。バットマンのサイドキックで、歴代の中では3代目に相当する。バットマンがジョーカーの血を注入され病に侵された際、助けに現れる。
キャットウーマン
声 - グレイ・デリスル
本名「セリーナ・カイル」。バットマン(ブルース)と微妙な関係にある女怪盗。しなやかな身のこなしと両手の鋭いツメで、高所はもちろん壁や天井も自在に移動できる。また、鞭の達人であり、敵を引き寄せたり敵の武器を取り上げたりと、自在に鞭を操る。
当初はストレンジに捕らわれていたが、彼からの尋問を受けた後、トゥーフェイスのアジトの裁判所に自分の探す獲物がある事を知り、そこに向かう。トゥーフェイスやポイズン・アイビーからは嫌われており、トゥーフェイスによって危うく処刑されかかるが、バットマンの手で助け出される。

### ヴィラン

#### メインミッション
ジョーカー
声 - マーク・ハミル
本名不明。バットマンの宿敵。道化師を彷彿とさせる真っ白な素肌と緑色の髪、常に笑っている表情が特徴。
前作でタイタンを過剰摂取したことで、その副作用による病に苦しんでいる。そのため、妻のノラを人質に取り、ミスター・フリーズに治療薬を作らせようとする。また、ゴッサム市中の病院の集中治療室に自分の血を送り付けた上、ハーレイによって捕らえられたバットマンにも自身の血を注入した。
バットマンと直接対峙した時には既に病が末期にまで進行しており、エンディングにてバットマンに看取られ死亡した。
ハーレー・クィン
声 - タラ・ストロング
本名「ハーリーン・クインゼル」。ジョーカーの相棒。元はアーカムアサイラムに勤める精神科医だったが、ジョーカーの治療に任命されたことがきっかけで彼に惚れ込み、協力者になった。
病で表に出られないジョーカーに代わって手下たちに指示を下しており、ジョーカーの治療のために医者を集めている。
ペンギン
声 - ノーラン・ノース
本名「オズワルド・コブルポット」。ゴッサム・シティの暗黒街を支配するマフィアのボスの一人。ペンギンという仇名は、彼の丸い短躯と鳥の嘴のような鼻からつけられている。銃を仕込んだコウモリ傘が武器。
ブルースを憎んでおり、アーカム・シティに連れてこられた彼を最初に出迎えた。彼が拠点にしている博物館には珍しい物が飾られており、その中には人間の死体や生きた人間も含まれている。また、地下には彼がかつて経営していたレストラン「アイスバーグ・ラウンジ」がある他、巨大な人食い鮫を放し飼いにした大きな水槽もある。ジョーカーの治療薬を作っているミスター・フリーズを誘拐したため、バットマンと対峙するも敗れて自分が博物館のショーケースの中に閉じ込められた。
トゥーフェイス
声 - トロイ・ベイカー
本名「ハービー・デント」。ゴッサムの有能な地方検事であったが、過去の事故で顔面の半分を焼かれたことで狂気に陥り犯罪者と化した。片方を傷つけた1ドル銀貨を持ち、コイントスで全ての行動を決定する。
ソロモン・ウェイン裁判所を拠点にアーカム・シティの権力者の一人へと上り詰めた。
ゲーム冒頭でキャットウーマンを拉致し、裁判所で処刑しようと目論むもバットマンに阻止された。
リドラー
声 - ウォーリー・ウィンガート
本名「エドワード・ニグマ」。犯罪の手掛かりをリドル（なぞなぞ）として残し、相手との知恵比べを楽しむ犯罪者。全身にクエスチョンマークをあしらった緑の服装が特徴。
バットマンに対抗意識を燃やし、複数の人質を取って再び勝負を挑んでくる。一定数のリドルを解決すると潜伏場所を割り出すことが出来る。これによって乗り込んできたバットマンに拘束され、人質を全て解放された上で自分が人質に付けていた爆弾に繋がれる（爆発しないよう細工された上でのことだが、リドラー本人はそれを知らされていなかった）。
ミスター・フリーズ
声 - モーリス・ラマーシュ
本名「ヴィクター・フライズ」。摂氏零度以下の環境でしか生きられない身体を持つ科学者。筋力増強も兼ねる冷凍スーツに身を包み、何でも凍らせてしまう冷凍銃を武器とする。妻のノラの難病を救う方法を探しており、彼女のためなら如何なる手段も厭わない。
ノラを人質に取られジョーカーに治療薬を作らせられていたが、ジョーカーを妨害しようと企むペンギンの一味に誘拐される。
バットマンに救出されて治療薬の制作を再開するも、一度はこのままではノラを救えないと考えて警察署内でバットマンに襲い掛かる。敗れた後はバットマンの説得を聞き入れ、治療薬を開発。その後は約束通りにバットマンがノラの監禁場所を割り出したことで妻のもとに駆けつけ、それ以降は妻の前を動かなくなる。
ポイズン・アイビー
声 - タシア・ヴァレンザ
本名「パメラ・アイズリー」。人体実験によって植物の能力を得た女。植物を偏愛しており、人類を滅ぼすことで植物を守ろうとしている。アーカム・シティ内では街外れの屋敷を拠点とし、他の犯罪者たちを能力で洗脳して手下にしている。
キャットウーマンからストレンジの押収品置き場に侵入するために協力を求められ、奪われた花の奪還を条件に彼女に協力するも、最終的には裏切られて花を破壊される。
ラーズ・アル・グール
声 - ディー・ブラッドリー・ベイカー
暗殺集団「リーグ・オブ・アサシン」を率いる国際テロリスト。不死の泉「ラザラス・ピット」の効果で600年以上生き続けている。バットマンを「探偵（Detective）」と呼び、彼を後継者にしようと画策している。
ジョーカーの治療薬を作るには彼の血液が必要であるため、バットマンは敢えて彼の後継者になるための試練を受けることにする。
タリア・アル・グール
声 - スタナ・カティック
ラーズ・アル・グールの娘。普段姿を見せない父に代わりリーグ・オブ・アサシンの指揮を執っている。バットマンとは浅からぬ関係にある。
ラーズに会いに来たバットマンを出迎え、リーグ・オブ・アサシンの首領になると宣言した彼に試練を受けさせる。
クレイフェイス
声 - リック・D・ワッセルマン
本名「バジル・カルロ」。自分が演じた映画のキャラクター「クレイフェイス」の仮面を着け、犯罪を犯した元映画俳優。後に同じく「クレイフェイス」と名乗る複数の犯罪者のエキスを注射したことで、彼らの特殊能力を得ることに成功した。
今作ではジョーカーに協力し、自身の変身能力で彼の影武者を演じていた。最後はラザラス・ピットの崩壊に巻き込まれ、生死不明になる。
ソロモン・グランディ
声 - フレッド・タタショア
本名「サイラス・ゴールド」。強盗に殺され、沼に捨てられた富豪が超自然的パワーによって不死身の怪物として復活した姿。いつもマザー・グースのひとつソロモン・グランディを呟いているためその名で呼ばれる。
ペンギンの最後の切り札としてバットマンと戦うことになる。

#### サイドミッション
ベイン
声 - フレッド・タタショア
孤島の国家サンタ・プリスカの刑務所で産まれた男。高い知能と劇薬「ベノム」で得た強靭な肉体を併せ持つ。
自身のベノムを利用して作られた「タイタン」がアーカム・シティ内に存在していることを知り、バットマンにタイタンの破壊を協力するよう求める。
しかし、本当の目的はタイタンを自らの手中に収めて独占する事にあり、土壇場でバットマンを裏切るが、あっけなく敗れて自分がアジトにしていた玩具工場の中に閉じ込められた。
ミスター・ザズー
声 - ダニー・ジェイコブズ
本名「ヴィクター・ザズー」。無差別に人を殺し、あたかも生きているようなポーズを取らせる殺人鬼。人を殺す度に証として自身の体に傷をつけている。
アーカム・シティ内の壊れた公衆電話を直し、電話に出た相手を殺害するという犯行を繰り返していた。バットマンにも電話をかけ、制限時間内に別の場所にある公衆電話に出なければ人質を殺すと脅して彼にアーカム・シティ内を駆け回らせる。しかし最後には潜伏場所を特定され、潜入してきたバットマンに拘束された。
カレンダーマン
声 - モーリス・ラマーシュ
本名「ジュリアン・デイ」。自分の名前に「デイ（day）」が入っていることから、日付にまつわる犯罪を行う犯罪者。ソロモン・ウェイン裁判所の牢屋に閉じ込められている。
牢屋の外の壁に貼られたカレンダーに印が記入された日の日付設定時に訪れると、印の記入された日に行った犯罪について語ってくれる。それらを全て聞き終えて又牢屋に訪れると、カレンダーマンはトゥーフェイスの部下の死体を身代わりに吊るし上げて、姿を消している。
マッドハッター
声 - ピーター・マクニコル
本名「ジャービス・テッチ」。『不思議の国のアリス』に病的なほどのめりこんでいる悪党。自身も物語に登場する帽子屋に扮し、常に巨大なシルクハットを被っている。電気工学技士で、自らが開発した人の心を操るチップを利用して犯罪を犯している。
今作ではバットマンのマスクを狙っており、彼がヘリを撃墜されて孤立したヴィッキーを救出する際には、その光景を監視している。その後、毒の治療薬を洗脳薬に摩り替えてバットマンを誘拐し、洗脳しようとするもバットマンの抵抗によって手下共々叩きのめされた。また、以前からストレンジの依頼で、シャープを洗脳するための薬を作らされていた。
デッドショット
声 - クリス・コックス
本名「フロイド・ロートン」。さまざまな銃火器を扱う一流の暗殺者。ストレンジの依頼で、アーカム・シティ内にいる彼にとって都合の悪い人間を暗殺している。しかし、射撃としての腕前とは裏腹に、証拠や痕跡を残す傾向があり、それが原因でバットマンにジャック・ライダーが標的である事を突き止められて暗殺を阻止され、最後はバットマンに敗れてモノレールの車両内に閉じ込められた。
ちなみに、ストレンジに依頼されていた暗殺対象のリストの中には、バットマンやブルース・ウェインも含まれている。
ハッシュ
声 - コーリー・バートン
本名「トーマス・エリオット」。有能な医師でブルースの旧友。幼い頃、財産を手に入れる為に、自身を虐待した父とそれを放置した母の殺害を企んだが、ブルースの父・トーマスに母を救われたことで、ウェイン家を逆恨みしている。ブルースを手玉にとる程の頭脳明晰で、過去に何度も彼を心理的に追い詰めている。
今作では、囚人の顔の皮膚を剥ぎ取って殺す「アイデンティティ強盗」を行って6人もの人間を殺害しており、この皮膚を使って自分の顔をブルース・ウェインそっくりに整形していた事が彼のアジトで明かされる事になる。この顔でバットマンの前に現れた後、姿を消した。
ブラックマスク
声 - ノーラン・ノース
本名「ローマン・シオニス」。ゴッサムギャング団のボス。その名の通り、黒い髑髏のマスクを被っている。
アーカム・シティからの脱走を図るが、警備員たちに取り押さえられる。ストーリー開始直後にその姿を見ることができるが、対決することはない。
キラークロック
声 - スティーヴン・ブルーム
本名「ウェイロン・ジョーンズ」。特殊な病によりワニの鱗のような皮膚と常人離れした巨体を持つ犯罪者。近年、徐々に爬虫類化が進んでいる。
今作では直接対決することはないが、地下鉄ターミナルで出会う。ジョーカーに血を輸血されてしまった事で、バットマンが既に死に掛けているのを見抜き、あえて見逃している。
ラットキャッチャー
本名「オーティス・フラネガン」。元ゴッサム・シティの害獣駆除業者。ネズミと意思疎通する能力を持ち、ネズミたちを手下に使って悪事を働く。
直接登場することはないが、アーカム・シティ内で彼の姿を描いた害獣駆除業の広告看板を発見出来る。それによって読めるコレクションによると、アーカム・シティに収容された後、隔壁の外に送り出したネズミたちに物資を盗ませ、それを他の犯罪者たちに販売していたが、これによってアーカム・シティ内の物流を仕切っていたペンギンと利害が対立してしまい、ペンギンの一味の手で博物館に拉致されて行方不明になった。

### その他
ヒューゴ・ストレンジ
声 - コーリー・バートン
犯罪心理学者。バットマンの正体に興味を持ち、自ら解き明かそうとしてゆくうちに狂気に陥った。バットマンの正体を知る数少ない人物。
今作ではゴッサム市長となったシャープによってアーカム・シティの責任者に任命される。「TYGER」の軍事力を私有し、アーカム・シティ内に移された犯罪者たちを皆殺しにする計画「プロトコル10」を進めている。計画を成就させる寸前まで来るがバットマンに阻止され、直後に敵対していたラーズ・アル・グールに背後から刺されて死亡した。
クインシー・シャープ
声 - トム・ケイン
アーカム・アサイラムの元所長。本作ではゴッサム市長に就任。ゴッサムのスラム街を壁で隔て、巨大刑務所アーカム・シティを開設した。しかし、実際はストレンジに洗脳される形で利用されていただけであり、シティ開設の計画が進んだ後は用済みと見なされて、自らもアーカム・シティに投獄される羽目になる。投獄後は自身を恨む囚人達から暴行を受けていた所をバットマンに助け出され、ストレンジとの関係についてを吐かされる。
ジャック・ライダー
声 - ジェームズ・ホラン
ゴッサム・シティのジャーナリスト。物語の冒頭でブルースと共にアーカム・シティに政治犯として投獄され、囚人達から暴行を受けていた所をブルースに助けられる。
後にサイドミッションにて、ストレンジからの依頼で邪魔者を狙撃で暗殺していたデッドショットに、暗殺の対象の一人として狙われるが、間一髪のところをバットマンに助け出される。
原作では狂人クリーパーに変身することができるが、アーカム・アサイラム同様今作では変身しない。ただし、クインシーの音声データにおけるヴィッキーの台詞から、ハントレスと共にクリーパーの名が出されており、どうやらクリーパーとしての活動は既に行っていた模様。
アズラエル
声 - カリー・ペイトン
サイドミッションにて登場する謎の存在。バットマンの前に何度か現れ、彼の去り際に遺している模様の謎を解くと、近い未来においてゴッサム・シティが炎によって包まれる事になるのをバットマンに警告する。
ヴィッキー・ベール
声 - グレイ・デリスル
ゴッサム・シティのリポーター。無謀にもヘリコプターでアーカム・シティの取材を行おうとするも、ジョーカーの悪ふざけでヘリを撃墜され、命の危険を晒す事になったが、バットマンによって助けられる。
ノラ・フライズ
声 - なし
ミスター・フリーズの妻。難病を患っており、その進行を遅らせるために、夫のフリーズによって冷凍保存状態にされている。本作ではフリーズがペンギンに捕らわれている間に、ジョーカーによって冷凍保存されたまま捕らわれており、フリーズに懇願されたバットマンは、どこかに監禁されているノラの行方を捜索する事になる。